# Henricia ochotensis
Henricia ochotensis är en sjöstjärneart som beskrevs av Alexander Michailovitsch Djakonov 1950. Henricia ochotensis ingår i släktet Henricia och familjen krullsjöstjärnor. Inga underarter finns listade i Catalogue of Life.